# Contropis
Contropis là một chi bướm đêm thuộc họ Geometridae.